# 중국의 세기
중국의 세기(中國世紀, 영어: Chinese Century)는 20세기의 미국의 시대나, 18~19세기 영국의 시대와 마찬가지로 21세기 지리적으로나 지정학적으로 중화인민공화국이 21세기를 지배할 수 있다는 뜻을 가진 신조어이다.이 표현은 특히 중국의 경제가 미국의 경제를 추월하여 세계에서 가장 큰 경제대국이 될 것이라는 주장에 사용된다.
중국은 국제 사회에서 더 큰 역할을 수행하려는 전략적인 노력의 일환으로 일대일로 프로젝트를 개시했다. 중국이 개발금융 분야에서 세계은행, 국제통화기금(IMF)과 경쟁하기 위해 아시아인프라투자은행(IIB), 신개발은행을 공동 설립했다는 주장도 있다. 중국은 2015년 제조업 분야를 더욱 발전시키기 위한 중국제조 2025 계획을 시작했다. 중국의 국제적 위상을 높이는 데 있어 이러한 프로그램들의 효과와 실용성에 대한 논쟁이 있어왔다.
중국이 세계적인 경제대국으로 부상한 것은 노동 인구수와 관련 있다. 한편 중국의 인구는 역사상 거의 모든 나라와 비교해 가장 빠르게 고령화되고 있다. 현재의 인구통계학적 추세로는, 이같은 고령화 추세는 경제 성장을 방해하고 여러 사회 문제를 야기하며, 새로운 세계 패권국 역할을 할 중국에 장애물이 될 수 있다. 또한, 중국의 부채 중심의 경제성장은 상당한 수준의 신용부도 위험과 잠재적인 금융위기를 야기한다.

## 논쟁

GDP (US$) - 미국, 중국 (1조 $, 1960 ~ 2019)

1인당 GDP - 미국, 중국 (1960-2019)

중국의 경제는 15세기~18세기, 그리고 19세기 초에 가장 번성했던 것으로 추정된다. 조지프 스티글리츠는 2014년 "중국의 시대"가 시작됐다고 선언했다. 이코노미스트는 2013년 이후 중국의 국내총생산(GDP)을 구매력-패리티 기준으로 계산하면 중국의 시대가 차차 진행되고 있다고 말한다.
중국은 2013년부터 일대일로를 수립하여 1조 달러에 달하는 투자를 유치했으며, 분석가들은 이에 대해 국제 사회에서 보다 큰 역할을 차지하기 위한 전략적인 행동이라고 지적한다. 중국이 개발금융 분야에서 세계은행, 국제통화기금(IMF)과 경쟁하기 위해 아시아인프라투자은행(IIB)과 신개발은행을 공동 설립했다는 주장도 제기됐다. 중국은 2015년 중국의 제조업 분야를 더욱 발전시키기 위해 중국제조 2025를 시작했다.
중국은 2020년 11월 환태평양경제동반자협정(TPP)에 맞서 역내포괄경제동반자협정(RCP)을 FTA의 형식으로 체결했다. T이 협정에 의한 수익은 중국의 2030년 GDP 대비 0.08%에 불과하지만, 일부 논평가들은 이 협정을 중국의 "거대한 승리"로 간주했다.
라이언 하스 브루킹스 연구소 선임연구원은 중국이 미국을 추월할 것이라는 이야기의 상당 부분은 중국 국영 언론들에 의해 촉진되었다고 말했다. 정치학자 매튜 크로니그는 "2013년과 2015년에 각각 발표된 '일대일로'와 '중국제조 2025'는 원시안적인 계획으로 자주 인용된다"고 말하며, "두 계획 모두 장기적인 전략적 계획의 성공적인 예로 들기엔 오랜 시간이 지나지 않았다"고 말했다.
샌디에이고 캘리포니아 대학의 교수이자 중국 전문가인 배리 노튼(Barry, Naughton)에 따르면, 2019년 중국의 평균 소득은 도시 가구의 경우 42,359위안, 농촌의 경우 16,021위안이었다. 구매력 평가 전환율에서도, 중국의 도시 가구의 중위소득은 10,000달러를 조금 넘겼으며 농촌의 경우 4,000달러를 조금 밑돌았다. 노튼은 중산층 국가가 신기술 개척에 수반되는 위험 지출을 감수하는 것이 합리적인 것인지 의문을 제기했다. 또한, 순전히 경제적 관점에서 볼 때는 말이 안되지만, 중국제조 2025 등의 산업 정책을 추진할 때는 경제적 관점 외 다른 고려 사항이 있다고 덧붙였다.

### 국제 관계
2011년, 하버드 케네디 스쿨의 연구원인 마이클 베클리는 그의 저널 "중국의 시대? 왜 미국의 우위는 계속될 것인가"를 발표했다. 여기서 베클리는 미국이 중국에 비해 쇠락하고 있거나 미국이 세계화된 시스템을 지속하는 데 있어 지는 패권적 부담이 미국의 쇠락에 기여한다는 것을 부정한다. 그는 "단극성"과 세계화를 주요한 이유로, 미국의 권력은 오랫동안 지속될 것이라고 말한다. 또한 "미국은 우세한 입장에서 중국과의 경쟁에서 우위를 가지고 있으며, 미국은 이러한 이점을 세계화를 통해 활용해 경제활동을 유치하고, 국제 시스템을 조종할 수 있다."라고 말한다
베클리는 "만약 미국의 시대가 끝나가고 미국이 쇠퇴하고 있다면, 미국은 신중상주의 정책을 채택하고, 아시아에서의 군사적 행동을 철회할 것"이라고 말한다. 그러면서 "그러나 미국이 쇠퇴하고 있지 않다면, 그리고 오히려 미국이 세계의 패권을 잡고 있다면, 그 반대의 행위를 택할 것"이라고 덧붙였다. 즉, 미국은 신중상주의적 경제 정책이 아닌 자유주의적 경제 정책을 유지하고, 아시아에서 강력한 정치적 영향력과 군사적 영향력을 유지함으로써 중국의 성장을 억제할 것이다. 베클리는 또한, 미국이 현존하는 패권국으로서 이득을 얻고 있다고 말한다.
로버트 파페는 미국이 미래에도 패권국의 지위를 유지할 것이라는 것에 대해 회의적인인 입장을 보인다. 그는 "현대 역사상 가장 큰 상대적 감소 중 하나가 '기술이 세계로 확산된 것'"이라고 말한다. 유사하게, 파리드 자카리아는 "지난 20년 동안의 단극적인 질서는 권력의 전세계적인 범위로의 광범위한 확산 때문에 약화되고 있다"고 언급했다
폴 킵쿰바는 자신의 저서 <전략을 찾아서>에서 21세기 미중 사이의 치명적인 냉전을 예측하고, 냉전이 일어나지 않으면 중국이 미국을 대신해 패권국의 위치에 오를 것이라고 전망했다.
로즈메리 풋은 중국의 부상은 아시아 태평양 지역에서 미국의 패권적 지위에 있어 재협상을 이끌어냈지만, 중국의 야망과 정책적인 행동 간의 모순은 다양한 형태의 저항을 유발했고, 이는 미국의 패권적 지위에 전면적인 도전을 어렵게 했다. 한편, C. 라자 모한은 "많은 중국의 이웃들은 중국과 미국 사이에서 중립을 표방하거나 혹은 단순히 그들에게 지배받는 것을 받아들이는 쪽으로 흘러가고 있다"고 말했다. 한편, 그는 호주, 인도, 일본이 미중 간의 대결에서 확실하게 중국의 반대편에 서있다고 언급했다. 리처드 하이데리언은 미국이 중국에 대해 우위를 점하는 것은 특히 중국의 성장에 대한 우려를 공유하는 일본, 호주, 인도와의 네트워크 유지에 큰 기여를 하고 있다고 말한다.
I중국의 경제적 영향력이 정치적 영향력으로까지 이어진다는 전세계적인 우려 속에, 시진핑 중국 국가주석은 "중국이 아무리 발전해도 패권을 잡지는 못할 것"이라고 말했다. 시진핑 중국 국가주석은 2021년 1월 세계경제포럼(WEF)에서 다자주의와 국제협력에 대한 관심을 밝혔다. 그러나 정치학자 스테판 월트는 이러한 공언과 중국의 주변국에 대한 위협이 모순적이라고 말했다.  그는 "미국은 시 주석이 밝힌 다자간 협력을 받아들이고, 미국의 광대한 동맹국을 이에 이용해야 한다"고 제안했다. 또한 그는 이러한 협력 체제가 "상호의 이익을 모두 증진시킬 것"이라고 말하면서도 "양대 강국 간의 경쟁으 국제 시스템의 새로운 구조와 직결되어 있다"고 덧붙였다. 리콴유 전 싱가포르 총리는 "중국은 미국과 함께 현 세기를 이끌고 싶어할 것이다"라면서도 "결국 중국은 세계의 패권을 가지려는 의도를 가지고 있다"고 말했다.
레이유와 소피아 수이는 아시아유럽저널(APJ)에 기고한 글에서 중-러의 전략적 동반자 관계는 "중국이 '세계적'인 차원에서의 위상을 높이기 위해 "하드 파워"(정치적 행동에 영향을 끼치기 위해 군사적, 경제적 수단을 사용하는 것)를 강화하려는 전략적 의도를 보여준다"고 시사했다.

### 급속한 고령화와 인구학적 문제

현재 인구가 가장 많은 상위 3개국인 중국, 인도 및 미국에 대한 UN의 중간 변형 시나리오를 기반으로 한 인구의 역사적 추정치와 2100년까지의 예상 인구

노동 연령 인구 - 중국, 미국

중국이 세계적인 경제 대국으로 부상한 것은 노동 인구와 관련 있다. 하지만 중국의 인구는 역사의 거의 모든 다른 나라들보다 빠르게 고령화되고 있다.2050년에는 정년 연령 이상의 인구 비율이 전체 인구의 39%가 될 것이다. 중국은 다른 나라들보다 발전 초기 단계에서 빠르게 고령화되고 있다. 인구통계학적으로 현재의 이러한 추세는 중국의 경제 성장을 방해하고, 여러 가지 사회문제를 야기하며, 패권국이 되려는 중국에게 장애물이 될 수 있다.
지정학정보원 외부전문가 브랜던 오레일리는 "경제위기, 정치적 불안, 이민, 출산율 감소 등 부정적인 순환의 시나리오는 중국에 있어 매우 현실적"이라고 언급했다. 미국기업연구소의 경제학자이자 인구통계 전문가인 니콜라스 에벌스타드는 현재의 인구통계학적 추세가 중국의 경제와 지정학을 압도하여 중국의 상승세가 훨씬 더 불확실해질 것이라고 말했다. 그는 "중국의 찬란한 경제 성장의 시대는 끝났다"고 말했다.
브루킹스의 라이언 해스는 "중국의 노동 가능 연령 인구는 이미 줄어들고 있다" 며, "2050년이 되면 중국은 은퇴자 한 명당 8명의 노동자를 보유하던 것에서 은퇴자 한 명당 2명의 노동자를 보유하는 것으로 바뀔 것"이라고 말했다. 또한 "게다가, 이미 제조업 분야에서 최대의 생산성을 얻기 위한 교육 수준 향상, 도시화, 기술의 채택 등과 같은 정책의 생산성 향상 효과는 끝났다"고 말했다.
미국 경제학자 스콧 로젤과 나탈리 헬 연구원은 "중국은 1980년대 대만이나 한국보다는 1980년대 멕시코나 터키에 훨씬 더 가까워 보인다.고등학교 진학률이 50%를 밑도는 고소득국가는 한 번도 없었다. 그러나 중국의 고등학교 진학률은 30%에 불과해 미래에 큰 어려움을 겪을 수 있다"고 우려했다. 그들은 중국이 농촌의 교육 격차와 구조적인 실업으로 인해 중진국 함정에 빠질 수 있다고 경고한다. 피터슨 연구소의 경제학자 마틴 초젬파와 텐레이 황은 "중국은 농촌 발전을 너무 오랫동안 간과해 왔다"며, "계속되는 인적 자본 위기를 극복하기 위해 농촌 지역에 교육과 보건 자원을 투자해야 한다"고 덧붙였다.

### Economic growth and debt

중국의 세계 수출 점유율 (1990-2019)

중국은 2020년 COVID-19 대유행 사태에서 주요 경제국 중 유일하게 경제가 성장했음을 발표했다. 중국 경제는 2.3% 성장했고, 미국과 유로존의 경제는 각각 3.6%, 7.4% 위축됐다. 중국은 2020년 세계 GDP에서 16.8%를, 미국은 22.2%를 차지했다. 하지만 국제통화기금(IMF)의 2021년 세계전망 보고서에 따르면 2024년 말에는 중국 경제가 당초 예상보다 축소되어가 미국 경제는 더욱 확장될 것으로 전망된다.
중국의 빠른 경제 성장을 위해 부채를 발행하고 있다. 지방 정부의 성과는 수십 년 동안 경제 성장을 이룰 수 있는가에 의해 평가되어 왔다. 아만다 리는 사우스차이나모닝포스트(SCMP)에 "중국의 성장세가 둔화되면서 채무불이행(디폴트) 위험이 커지고 있으며, 이는 중국의 국가 중심의 금융 체계에 위기를 초래할 수 있다"고 보도했다.
다이애나 조일레바는 중국의 부채비율이 곧 최대가 될 것이며, 이는 일본의 거품경제 시기의 그것을 넘을 것이라 예측했다. 또한 그는 "중국 정부가 부채에 허덕이고 있고 이에 대한 해결이 필요한 것을 깨닫고 있다. 이것은 정부의 행동만 봐도 알 수 있을 정도이다. 중국 정부는 결국 회사채 시장에 규제를 가할 것이며, 막대한 부실채권의 해결을 위해 외국인 투자자들을 적극 독려하고 있다"고 말했다.
중국의 GDP 대비 부채 비율은 2010년 1분기 178%에서 2020년 1분기 275%로 증가했고, 같은 해 3분기에는 335%에 달했다. Ryan Hass at the Brookings said, "China is running out of productive places to invest in infrastructure, and rising debt levels will further complicate its growth path."
중국 정부는 국내총생산 수치를 인위적으로 수정한다. 또한 지자체는 미리 정해진 성장률 목표를 달성해야 해야 하기 때문에, 발표된 통계의 정확성을 의심하는 목소리가 높다.
미국의 역사학자 에드워드 러트왁에 따르면 중국은 거대한 경제나 인구 문제 때문이 아닌, "'황제'가 모든 결정을 내리고 그에 대해 비판을 할 사람이 없기 때문"에 실패할 것이라고 말한다. 그는 "중국은 2020년 전체주의적인 정부조치를 통해 미국과의 패권 경쟁에서 1년을 벌었지만, 이로 인해 '중국에 의한 위협'이 표면화되면서, 타국의 정부들이 대응에 나섰다"고 한다.

## 관련 자료
중국 관련
- Adoption of Chinese literary culture
- 일대일로
- 개혁·개방
- 화평굴기
- China Lobby
- 중화인민공화국의 경제
- List of disputed territories of China
- Pax Sinica
- String of Pearls (Indian Ocean)

중국과의 대항
- Blue Team (U.S. politics)
- China containment policy
- Quadrilateral Security Dialogue
- Geostrategy in Central Asia
- Malabar (naval exercise)
- China-United States relations
- India-United States relations
- Japan-United States relations

일반 자료
- Asian Century
- Indian Century
- Post–Cold War era
- Great Divergence
- Great power
- Pacific Century
- New world order
- Potential superpowers
- The Next 100 Years: A Forecast for the 21st Century
- The Rise and Fall of the Great Powers

## 같이 보기
- 일대일로
- 백년국치
- 중국몽
- 개혁개방
- 화평굴기
- 중화인민공화국의 경제
- 분류:중화인민공화국의 영토 분쟁
- 팍스 시니카
- 인도양의 진주목걸이
- 중국봉쇄정책
- 쿼드 (국제 회의)
- 미국–중국 관계
- 아시아 세기
- 탈냉전 시대
- 대분기
- 강대국
- 신세계질서 (정치학)

## 참조
1. ↑  Brands, Hal (2018년 2월 19일). “The Chinese Century?”. The National Interest. 2021년 3월 14일에 원본 문서에서 보존된 문서. 2021년 3월 18일에 확인함.
2. ↑  Thurow, Lester (2007년 8월 19일). “A Chinese Century? Maybe It’s the Next One (Published 2007)”. 2020년 11월 9일에 원본 문서에서 보존된 문서. 2021년 3월 18일에 확인함.
3. ↑  “China's one belt, one road initiative set to transform economy by connecting with trading partners along ancient Silk Road”. South China Morning Post. 2016년 6월 21일. 2017년 1월 7일에 원본 문서에서 보존된 문서. 2017년 1월 7일에 확인함.
4. ↑  “One Belt, One Road”. Caixin Online. 2014년 12월 10일. 2016년 9월 12일에 원본 문서에서 보존된 문서. 2016년 4월 13일에 확인함.
5. ↑  “AIIB Vs. NDB: Can New Players Change the Rules of Development Financing?”. Caixin. 2016년 12월 26일에 원본 문서에서 보존된 문서. 2016년 12월 26일에 확인함.
6. ↑  Cohn, Theodore H. (2016년 5월 5일). 《Global Political Economy: Theory and Practice》. Routledge. ISBN 9781317334811.
7. 1 2  “Does China have an aging problem?”. 《ChinaPower Project》 (미국 영어). 2016년 2월 15일. 2019년 5월 18일에 원본 문서에서 보존된 문서. 2019년 5월 16일에 확인함.
8. 1 2  Kapadia, Reshma (2019년 9월 7일). “What Americans Can Learn From the Rest of the World About Retirement”. 2021년 3월 16일에 원본 문서에서 보존된 문서. 2021년 2월 3일에 확인함.
9. 1 2  Tozzo, Brandon (2017년 10월 18일). 〈The Demographic and Economic Problems of China〉. 《American Hegemony after the Great Recession》. London: Palgrave Macmillan UK. 79–92쪽. doi:10.1057/978-1-137-57539-5_5. ISBN 978-1-137-57538-8.
10. 1 2  Eberstadt, Nicholas (2019년 6월 11일). “With Great Demographics Comes Great Power”. 2021년 1월 20일에 원본 문서에서 보존된 문서. 2021년 2월 4일에 확인함.
11. 1 2  Sasse, Ben (2020년 1월 26일). “The Responsibility to Counter China's Ambitions Falls to Us”. The Atlantic. 2021년 2월 8일에 원본 문서에서 보존된 문서. 2021년 2월 4일에 확인함.
12. ↑  Holodny, Elena. “The rise, fall, and comeback of the Chinese economy over the past 800 years”. 《Business Insider》. 2021년 2월 27일에 원본 문서에서 보존된 문서. 2021년 3월 6일에 확인함.
13. ↑  Stiglitz, Joseph E. “China Has Overtaken the U.S. as the World’s Largest Economy”. 《Vanity Fair》 (미국 영어). 2020년 12월 5일에 원본 문서에서 보존된 문서. 2021년 3월 6일에 확인함.
14. ↑  “The Chinese century is well under way”. 《The Economist》. 2018년 10월 27일. ISSN 0013-0613. 2021년 2월 12일에 원본 문서에서 보존된 문서. 2021년 1월 28일에 확인함.
15. ↑  “RCEP: China, ASEAN to sign world's biggest trade pact today, leave door open for India”. Business Today. 2020년 11월 15일에 원본 문서에서 보존된 문서. 2020년 11월 16일에 확인함.
16. ↑  “RCEP: Asia-Pacific countries form world's largest trading bloc”. 《BBC News》. 2020년 11월 15일에 원본 문서에서 보존된 문서. 2020년 11월 16일에 확인함.
17. ↑  “China signs huge Asia Pacific trade deal with 14 countries”. CNN. 2020년 11월 16일에 원본 문서에서 보존된 문서. 2020년 11월 16일에 확인함.
18. ↑  “China Touts Its Own Trade Pact as U.S.-Backed One Withers”. The Wall Street Journal. 2017년 1월 31일에 원본 문서에서 보존된 문서. 2017년 2월 2일에 확인함.
19. ↑  “Beijing plans rival Asia-Pacific trade deal after Trump victory”. Financial Times. 2017년 1월 14일에 원본 문서에서 보존된 문서. 2017년 2월 2일에 확인함.
20. ↑  “China Eager to Fill Political Vacuum Created by Trump's TPP Withdrawal”. Bloomberg News. 2017년 2월 2일에 원본 문서에서 보존된 문서. 2017년 2월 2일에 확인함.
21. ↑  “World's biggest trade deal signed – and doesn't include US”. 《South China Morning Post》 (영어). 2020년 11월 15일. 2020년 11월 15일에 원본 문서에서 보존된 문서. 2020년 12월 1일에 확인함.
22. ↑  “RCEP, a huge victory in rough times”. 2021년 2월 8일에 원본 문서에서 보존된 문서. 2021년 2월 3일에 확인함.
23. ↑  Bird, Mike (2019년 11월 5일). “Asia's Huge Trade Pact Is a Paper Tiger in the Making”. 2020년 12월 7일에 원본 문서에서 보존된 문서. 2021년 2월 1일에 확인함.
24. ↑  Mahadevan, Renuka; Nugroho, Anda (2019년 9월 10일). “Can the Regional Comprehensive Economic Partnership minimise the harm from the United States–China trade war?”. 《The World Economy》 (Wiley) 42 (11): 3148–3167. doi:10.1111/twec.12851. ISSN 0378-5920.
25. 1 2 3  Hass, Ryan (2021년 3월 3일). “China Is Not Ten Feet Tall”. Foreign Affairs. 2021년 3월 4일에 원본 문서에서 보존된 문서. 2021년 3월 4일에 확인함.
26. ↑  Kroenig, Matthew (2020년 4월 3일). “Why the U.S. Will Outcompete China”. The Atlantic. 2020년 12월 19일에 원본 문서에서 보존된 문서. 2021년 3월 5일에 확인함.
27. ↑  Barry Naughton. “The Rise of China's Industrial Policy, 1978 to 2020”. Lynne Rienner Publishers. 2021년 3월 18일에 확인함.
28. ↑  “Trends in World Military Expenditure, 2016” (PDF). Stockholm International Peace Research Institute. 2017년 10월 11일에 원본 문서 (PDF)에서 보존된 문서. 2017년 4월 24일에 확인함.
29. 1 2  Beckley, Michael (Winter 2011–2012). “China's Century? Why America's Edge Will Endure” (PDF). 《International Security》 36 (3): 41–78, p. 42. doi:10.1162/isec_a_00066. 2012년 9월 14일에 원본 문서 (PDF)에서 보존된 문서. 2012년 11월 13일에 확인함.
30. ↑  Pape, Robert (January–February 2009). “Empire Falls”. 《The National Interest》: 26. 2012년 11월 7일에 원본 문서에서 보존된 문서. 2012년 11월 13일에 확인함.
31. ↑  Zakaria, Fareed (2009). 《The Post-American World》. New York: W. W. Norton. 43쪽. ISBN 9780393334807.
32. ↑  Kipchumba, Paul, Africa in China's 21st Century: In Search of a Strategy, Nairobi: Kipchumba Foundation, 2017, ISBN 197345680X ISBN 978-1973456803
33. ↑  Foot, Rosemary (2020년 4월 1일). “China’s rise and US hegemony: Renegotiating hegemonic order in East Asia?”. 《International Politics》 (영어) 57 (2): 150–165. doi:10.1057/s41311-019-00189-5. ISSN 1740-3898. 2021년 3월 27일에 원본 문서에서 보존된 문서. 2021년 3월 6일에 확인함.
34. ↑  Mohan, C. Raja. “A New Pivot to Asia”. 《Foreign Policy》 (미국 영어). 2021년 3월 5일에 원본 문서에서 보존된 문서. 2021년 3월 6일에 확인함.
35. 1 2  Heydarian, Richard Javad (2019년 12월 8일). “Will the Chinese Century End Quicker Than It Began?”. 《The National Interest》 (영어). 2021년 1월 25일에 원본 문서에서 보존된 문서. 2021년 3월 6일에 확인함.
36. ↑  “China will 'never seek hegemony,' Xi says in reform speech”. 《AP NEWS》. 2018년 12월 18일. 2020년 12월 15일에 원본 문서에서 보존된 문서. 2021년 3월 6일에 확인함.
37. ↑  Walt, Stephen M. “Xi Tells the World What He Really Wants”. 《Foreign Policy》 (미국 영어). 2021년 2월 19일에 원본 문서에서 보존된 문서. 2021년 3월 6일에 확인함.
38. ↑  Yu, Lei; Sui, Sophia (2020년 9월 1일). “China-Russia military cooperation in the context of Sino-Russian strategic partnership”. 《Asia Europe Journal》 (영어) 18 (3): 325–345. doi:10.1007/s10308-019-00559-x. ISSN 1612-1031. 2021년 3월 27일에 원본 문서에서 보존된 문서. 2021년 3월 6일에 확인함.
39. ↑  “Changes in the structure of populations are major drivers of geopolitical events”. Geopolitical Intelligence Services. 2017년 12월 20일. 2021년 1월 24일에 원본 문서에서 보존된 문서. 2021년 2월 3일에 확인함.
40. ↑  O'Reilly, Brendan (2016년 9월 21일). “China has few resources to prepare its economy for the impact of an aging and shrinking population”. Geopolitical Intelligence Services. 2020년 10월 1일에 원본 문서에서 보존된 문서. 2021년 2월 3일에 확인함.
41. ↑  LeVine, Steve (2019년 7월 3일). “Demographics may decide the U.S-China rivalry”. Axios. 2020년 7월 20일에 원본 문서에서 보존된 문서. 2021년 2월 16일에 확인함.
42. ↑  Huang, Martin Chorzempa, Tianlei. “China Will Run Out of Growth if It Doesn’t Fix Its Rural Crisis”. 《Foreign Policy》 (미국 영어). 2021년 3월 16일에 원본 문서에서 보존된 문서. 2021년 3월 17일에 확인함.
43. ↑  Cherney, Stella Yifan Xie, Eun-Young Jeong and Mike (2021년 1월 13일). “China’s Economy Powers Ahead While the Rest of the World Reels”. 《Wall Street Journal》 (미국 영어). ISSN 0099-9660. 2021년 3월 9일에 원본 문서에서 보존된 문서. 2021년 3월 6일에 확인함.
44. ↑  Albert, Eleanor. “China’s Xi Champions Multilateralism at Davos, Again”. 《thediplomat.com》 (미국 영어). 2021년 2월 20일에 원본 문서에서 보존된 문서. 2021년 3월 6일에 확인함.
45. 1 2  “How big is China's debt, who owns it and what is next?”. 《South China Morning Post》 (영어). 2020년 5월 19일. 2021년 2월 4일에 원본 문서에서 보존된 문서. 2021년 2월 6일에 확인함.
46. 1 2  “China's local government debts should be the real worry”. 《Nikkei Asia》 (영국 영어). 2021년 2월 5일에 원본 문서에서 보존된 문서. 2021년 2월 6일에 확인함.
47. ↑  Cheng, Evelyn (2020년 12월 30일). “China revises 2019 GDP lower with a $77 billion cut to manufacturing”. 《CNBC》 (영어). 2021년 2월 14일에 원본 문서에서 보존된 문서. 2021년 2월 6일에 확인함.
48. ↑  “Edward Luttwak Predicts that 'Technological Acceleration' Will Drive Forward 2021”. JAPAN Forward. 2020년 12월 31일. 2021년 2월 19일에 원본 문서에서 보존된 문서. 2021년 3월 26일에 확인함.

## 추가 자료
- 《Global Trends 2025: A Transformed World》. March 2010. 7쪽. ISBN 9781605207711.
- Brown, Kerry (2017) China's World: The Global Aspiration of the Next Superpower.  I. B. Tauris, Limited ISBN 9781784538095.
- Brahm,  Laurence J. (2001) China's Century: The Awakening of the Next Economic Powerhouse.  Wiley ISBN 9780471479017.
- Fishman, Ted (2006) China, Inc.: How the Rise of the Next Superpower Challenges America and the World.  Scribner ISBN 9780743257350.
- Jacques, Martin (2012) When China Rules the World: The End of the Western World and the Birth of a New Global Order.  Penguin Books ISBN 9780143118008.
- Overholt, William (1994) The Rise of China: How Economic Reform is Creating a New Superpower.  W. W. Norton & Company ISBN 9780393312454.
- Peerenboom, Randall (2008) China Modernizes: Threat to the West or Model for the Rest?.  Oxford University Press ISBN 9780199226122.
- Pillsbury, Michael (2016) The Hundred-Year Marathon: China's Secret Strategy to Replace America as the Global Superpower.  St. Martin's Griffin ISBN 9781250081346.
- Schell, Orville (2014) Wealth and Power: China's Long March to the Twenty-first Century.  Random House Trade Paperbacks ISBN 9780812976250.
- Shenkar, Oded (2004) The Chinese Century: The Rising Chinese Economy and Its Impact on the Global Economy, the Balance of Power, and Your Job.  FT Press ISBN 9780131467484.
- Shambaugh, David (2014) China Goes Global: The Partial Power.  Oxford University Press ISBN 9780199361038.
- Womack, Brantly (2010) China's Rise in Historical Perspective.  Rowman & Littlefield Publishers ISBN 9780742567221.
- Yueh, Linda (2013) China's Growth: The Making of an Economic Superpower.  Oxford University Press ISBN 9780199205783.
- Dahlman, Carl J; Aubert, Jean-Eric. (2001) China and the Knowledge Economy: Seizing the 21st Century. WBI Development Studies. World Bank Publications.
- Hell, Natalie; Rozelle, Scott. (2020) Invisible China: How the Urban-Rural Divide Threatens China’s Rise. University of Chicago Press ISBN 9780226739526.